# Reforma de la ortografía alemana de 1996

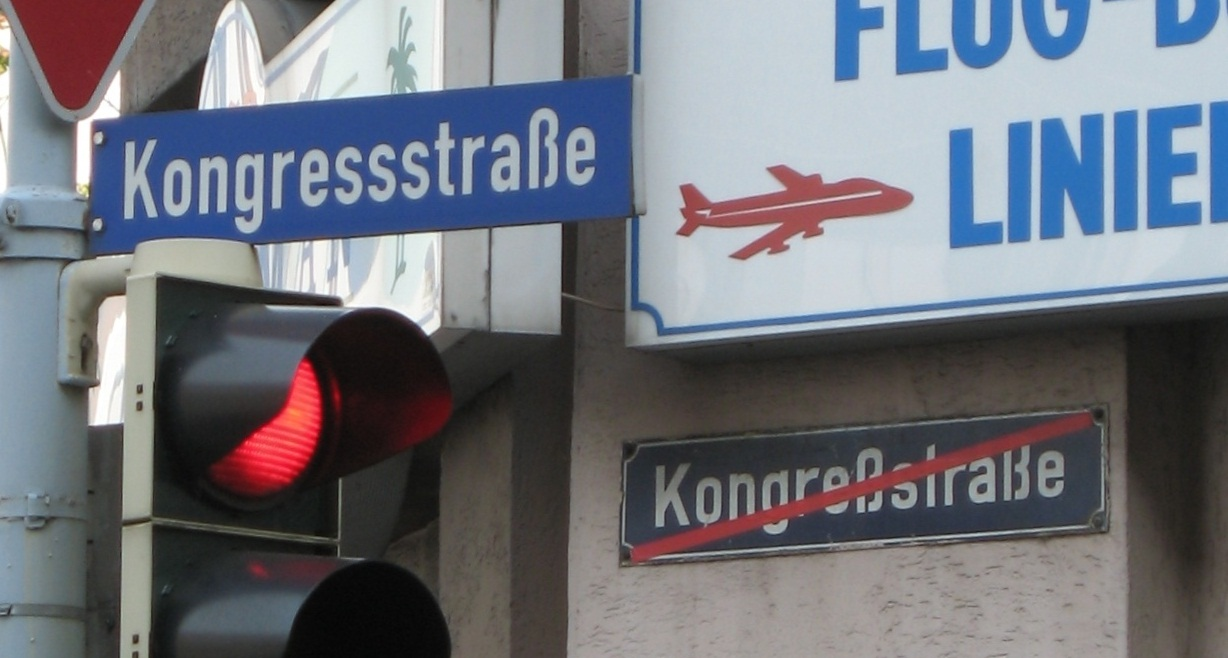
Rótulo de una calle de Aquisgrán afectado por la reforma de la ortografía.

La reforma de la ortografía alemana de 1996 fue un acuerdo firmado en 1996 por los gobiernos de los países germanohablantes (Alemania, Austria, Liechtenstein y Suiza). Luxemburgo, país trilingüe y una de cuyas lenguas oficiales es el alemán, no ha apoyado la reforma.

## Nuevas reglas
La reforma de la ortografía (Neue Rechtschreibung) es un intento de simplificar la ortografía y hacerla más fácil de aprender, sin cambiar sustancialmente las reglas básicas del alemán. Las nuevas reglas se centran en los siguientes puntos:
- correspondencia entre letras y sonidos (incluyendo extranjerismos)
- uso de las mayúsculas
- palabras que se escriben juntas o separadas
- uso del guion
- puntuación
- división de palabras al final del renglón

Los topónimos y los apellidos no se ven afectados por esta reforma.

### Sonidos y letras
La reforma pretende sistematizar la correspondencia entre los sonidos (fonemas) y las letras (grafemas), y fortalecer el principio de que las palabras derivadas deben escribirse igual que la primitiva.
ß y ss: un gran mito de esta reforma ortográfica es que se quiere acabar con la letra ß. Lo único que cambia es su uso: con la nueva reforma, ß solo aparece tras vocales largas y diptongos.
- der Fluß → der Fluss (el río)

Tras vocal corta se escribe ss o s.
- Ich möchte, daß du kommst. → …, dass du kommst (quiero que vengas)
- pero das Haus → das Haus (la casa)

Igual que antes de la reforma, en Suiza y Liechtenstein se usa ss en lugar de ß. En Alemania y Austria se mantiene bajo las nuevas reglas simplificadas. La ß puede ser reemplazada por ss si no se puede escribir por motivos técnicos.
Hasta el 29 de junio de 2017, en el que Consejo para la ortografía del alemán (Rat für deutsche Rechtschreibung (RDR), en alemán) la aprobó, la ß no existía en mayúsculas. Si no se pudiera escribir en mayúsculas, se escribirá siempre SS en lugar de ß: por ejemplo, Fußball (fútbol) pasa a FUSSBALL en mayúsculas.
Las consonantes triples ya no se reducen a dos: En los compuestos ahora se aceptan tres consonantes e incluso tres vocales iguales. 
- Schiffahrt → Schifffahrt de Schiff + Fahrt (viaje en barco).
- Seelefant →Seeelefant de See + Elefant (elefante marino).

Las consonantes dobles se escribirán después de vocales cortas aunque vayan a final de palabra, para ir en consonancia con las formas plurales:
- As → Ass haciendo el plural Asse (as, ases).
- Tip → Tipp  Se equipara al verbo tippen.

Cambios vocálicos, especialmente ä por e, o viceversa, para ir en consonancia con la familia de palabras:
- Stengel → Stängel (tallo) por Stange (barra)

Otros cambios menores para derogar una gran cantidad de excepciones u ofrecer otras posibilidades de escritura
- rauh → rau (crudo) por blau, grau, genau

Varios préstamos ahora tienen una ortografía más cercana al alemán. Especialmente los sufijos -phon, -phot, y -graph, que ahora pueden escribirse con f.

### Mayúsculas
La reforma intenta uniformizar el uso de las mayúsculas en los nombres, y aclara los criterios para ello.
- infrage stellen → in Frage stellen (poner en cuestión; Frage -cuestión- es sustantivo y debe ir en mayúsculas)
- eislaufen → Eis laufen (patinar sobre hielo; Eis -hielo- es sustantivo)

Ahora se permite usar mayúscula tras los dos puntos. Las mayúsculas corteses usadas en cartas en las palabras du, dein, ihr, euch quedan abolidas, aunque se mantienen para las formas formales Sie e Ihnen.

### Palabras compuestas
Como antes, los nombres compuestos se escriben juntos, pero otros tipos de compuestos se escriben separados.
Los compuestos de sustantivo y verbo generalmente se separan:
- radfahren → Rad fahren (montar en bicicleta)

Los verbos compuestos con un infinitivo se separan:
- kennenlernen → kennen lernen (conocer por primera vez)

Otras construcciones ahora admiten formas alternativas:
- an Stelle von o anstelle von (en lugar de)

Hay cambios sutiles en el significado cuando las nuevas formas coinciden con formas ya existentes:
- vielversprechend → viel versprechend (literalmente 'prometiendo mucho'; sin embargo, el significado de la primera forma es 'muy prometedor' mientras que la segunda forma significa 'que promete mucho')

## Historia de la normativización de la ortografía alemana

### El privilegio Duden
En 1880 los prusianos regularon la ortografía alemana basándose en el diccionario de Konrad Duden. El diccionario de Duden continuó siendo el factor decisivo cuando el parlamento alemán (Reichstag) empezó a dictar normas para la ortografía en todo el Imperio alemán en 1902.
En las décadas siguientes, la ortografía alemana se decidía de facto por los editores de los diccionarios Duden. Tras la Segunda Guerra Mundial esta tradición se mantuvo en dos centros diferentes: Mannheim en la RFA y Leipzig en la RDA. A principios de los años 50, otras editoriales empezaron a atacar el monopolio Duden sacando a la venta sus diccionarios, que no siempre se ceñían a las normas "oficiales" de Duden. En respuesta a esto, los ministros de Cultura de la RFA declararon oficialmente las normas de Duden como vinculantes en noviembre de 1955.
Los editores de Duden usaron su poder cuidadosamente, porque consideraban que su cometido principal era la documentación del uso, no la creación de reglas. Al mismo tiempo, sin embargo, se vieron obligados a afinar las reglas de la ortografía alemana.

### Debate sobre la necesidad de una reforma
El debate de los eruditos sobre la ortografía correcta se polarizó a finales de los años 60, porque los jóvenes de esa generación apoyaron la regularización de la ortografía, por considerarla antigua represiva y un método para la discriminación social. Las sugerencias para una reforma ya no se limitaban a decidir casos dudosos, sino a simplificar la ortografía para hacer más fácil la tarea de aprender a escribir.
Muchas de las propuestas de reforma exigían eliminar el uso de las mayúsculas en todos los sustantivos alemanes, cambiándolo por un sistema como el del español, donde solo los nombres propios se escriben con mayúsculas. Varios países escandinavos habían hecho precisamente eso tras la Segunda Guerra Mundial.
Un estudio en los Países Bajos afirmó que el sistema alemán parecía mejorar la velocidad de lectura de ciertos grupos de prueba. Los sujetos podían leer textos de prueba con los sustantivos en mayúscula más rápidamente que si estuvieran escritos con el uso del español (solo nombres propios). El resultado tuvo cierta influencia, y en el Reino Unido pronto se sugirió cambiar el uso de las mayúsculas en inglés, pero el intento fue todo un fracaso.

### Debates institucionales sobre la reforma desde 1980
En 1980 se creó el Grupo Internacional de Trabajo para la Ortografía (Internationaler Arbeitskreis für Orthographie), con lingüistas de las dos Alemanias, Austria y Suiza.
Sus propuestas iniciales se discutieron más tarde en dos convenciones en Viena en 1986 y 1990, a las cuales fueron invitados representantes de todas las regiones germanohablantes. En las conclusiones de la primera de estas convenciones, la reforma de las mayúsculas fue relegada a una "segunda fase" de intentos de reforma, pues no se había alcanzado ningún consenso.
En 1987, los ministros de cultura de la RFA encargaron al Instituto para la Lengua Alemana de Mannheim y la Sociedad para la Lengua Alemania en Wiesbaden un conjunto de nuevas reglas. En 1988 estos grupos presentaron un incompleto pero ambicioso sistema de nuevas reglas (por ejemplo, Der Kaiser im Boot se convertiría en Der keiser im bot), que fue rápidamente rechazado por el público y entonces retirado por los ministros de Cultura por ser inaceptable. Al mismo tiempo, se formaban grupos similares en Suiza, Austria y la RDA.
En 1992 el Grupo Internacional de Trabajo publicó una propuesta de reforma global para la ortografía alemana titulada Deutsche Rechtschreibung—Vorschläge zu ihrer Neuregelung (Propuestas de ortografía alemana para su nueva regulación). En 1993 los ministros de Cultura invitaron a 43 grupos a dar su opinión del documento, con vistas en Alemania (ya reunificada), Austria y Suiza. Basándose en estas vistas, el Grupo de Trabajo retiró la idea de eliminar las mayúsculas de todos los sustantivos, y permitió la aún diferente ortografía de las homófonas das (el) y daß (que).
En una tercera conferencia en Viena en 1994, se recomendaron los resultados a los respectivos gobiernos para que dieran su aceptación. Los ministros de Cultura decidieron impulsar las nuevas reglas el 1 de agosto de 1998, con un periodo de transición que duraría hasta el curso académico 2004–2005.

### Entrada en vigor
El 1 de julio de 1996, todos los estados alemanes, Austria, Suiza y Liechtenstein, así como otros países con minorías germanohablantes (sin embargo, no Luxemburgo) acordaron introducir la nueva ortografía el 1 de agosto de 1998. Unos pocos estados alemanes introdujeron las nuevas reglas en el curso académico 1996–1997.
Los diccionarios fueron los primeros en incluir las nuevas convenciones, lo cual resultó ser muy provechoso para ellos; durante algún tiempo, los diccionarios fueron los libros más vendidos en Alemania. También resultó impulsado el sector de los libros de texto.

## Periodo de transición
Algunos han sugerido que la principal causa de la controversia sobre la reforma ortográfica puede provenir del periodo de transición de ocho años. La experiencia de otras reformas que han afectado a grandes grupos de personas (la introducción del sistema métrico, el cambio al euro, el cambio sueco del sentido de la circulación, etc.) muestra que tales reformas son tanto más efectivas cuanto más corto es el periodo de transición. Cuando el periodo es largo, muchos ni se molestan en acostumbrarse a la reforma con la esperanza de que sea cancelada. Esto provoca la división de la sociedad entre grupos de entusiastas y de detractores. Muchos expertos aseguran que lo ideal es prepararse bien con antelación y entonces hacer el cambio de un día para otro.
El análisis antes descrito, sin embargo, ignora el hecho de que la decisión de los ministros de cultura solo afecta a las escuelas y las dependencias del Estado, puesto que cualquier otro puede escribir del modo que apetezca. Por ello es imposible introducir una reforma ortográfica "de la noche a la mañana". Incluso aunque la ortografía de todo el mundo pudiera ser legislada, aún quedarían millones de libros en las bibliotecas escritos con la antigua ortografía. Las comparaciones con los cambios de moneda o en la circulación del tráfico no son admisibles en estos casos, sin embargo, dado que en estos cambios el antiguo comportamiento desaparece totalmente tras el cambio (el dinero viejo no tiene valor y ha de ser cambiado; es ilegal e inseguro seguir conduciendo por el lado equivocado de la calzada).

## Debate público después de la firma de la proposición
La reforma no tuvo repercusión entre el público hasta que se firmó la declaración internacional de propósito. Se elevaron acaloradas discusiones sobre la conveniencia de esta decisión, con los profesores a la cabeza de los detractores de estas nuevas reglas. En la Feria del Libro de Fráncfort (la mayor de Alemania) de 1996, Friedrich Denk, profesor de escuela de Baviera, consiguió firmas de cientos de autores y científicos exigiendo la cancelación de la reforma. Entre los principales detractores estaban Günter Grass, Siegfried Lenz, Martin Walser, Hans Magnus Enzensberger y Walter Kempowski. La protesta adquirió importancia a nivel estatal con iniciativas como "Wir Lehrer gegen die Rechtschreibreform" ("Nosotros, los profesores, contra la reforma ortográfica") capitaneada por el profesor y activista Manfred Riebe.
Este tema fue llevado a los juzgados, con diferentes decisiones en diferentes estados, de modo que el Tribunal Constitucional de Alemania (Bundesverfassungsgericht) se vio obligado a dictaminar un fallo. El 14 de julio de 1998 y tras diferentes vistas con los recursos de los profesores, los tribunales declararon que la introducción de la reforma por los ministros de Cultura era legal.
En el estado de Schleswig-Holstein, un referéndum celebrado el 27 de septiembre de 1998 exigió una vuelta a la ortografía tradicional. Sin embargo, la jefe del gobierno, Heide Simonis, consiguió revertir la decisión del referéndum por un voto parlamentario en 1999. 
Dado que los nuevos diccionarios habían sido publicados en julio-agosto de 1996, los críticos de la reforma se sentían justificados. Empezaron a exigir la cancelación de la reforma a nivel federal. Sin embargo, los ministros de Cultura continuaron rechazando estas exigencias. Los editores del Duden estaban de acuerdo en que muchos de los problemas del sistema ortográfico tradicional se debían a las reglas arcaicas que ellos mismos habían redactado para poder explicarlo, y por ello dieron su apoyo a la nueva ortografía, que se presentaba como "más lógica".
En mayo de 1998 un grupo de 550 profesores de lengua y literatura exigió la cancelación de la reforma.

## Desarrollos posteriores
En 1997 se formó un comité internacional para discutir cualquier caso de duda o excepción que pudiera quedar con las nuevas normas. En 2004, el ministro Federal de Educación Edelgard Bulmahn anunció que este comité iba a tener amplios poderes de decisión sobre la ortografía alemana. Solo para cambios extremos, como el propuesto cambio en el uso de las mayúsculas, el comité requeriría el acuerdo de los ministros federales. Este paso fue vivamente criticado.
Simultáneamente, el comité emitió su cuarto informe sobre la reforma ortográfica, revisando detalladamente los puntos de la misma. Sin embargo, este informe fue rechazado por la Conferencia de Ministros de Cultura de marzo de 2004. Los ministros además exigieron que el comité trabajara conjuntamente con la Academia Alemana para la Lengua y la Poesía en sus futuras deliberaciones. La Academia había elevado importantes críticas a la reforma desde el principio. Asimismo, los ministros hicieron cambios en la composición del comité internacional.
En julio de 2004, los ministros decidieron hacer algunos cambios a la reforma, convirtiendo las formas tradicionales de ciertas frases y palabras en preferibles, aunque la nueva ortografía aún era aceptable. Además, confirmaron que la fase de transición acabaría el 1 de agosto de 2005. Este día se instituyó el Consejo para la Ortografía Alemana, sustituyendo al comité internacional anterior. Esta decisión fue unánime y requería un voto unánime para ser cambiada, lo cual parece bastante improbable.

## Situación legal
El cambio en la ortografía se basa en el acuerdo internacional del 1 de julio de 1996, firmado por Alemania, Austria y Suiza. Estrictamente hablando, no fue ningún tratado. Los firmantes por Alemania fueron el presidente de la Conferencia de Ministros de Cultura, Karl-Heinz Reck, y la secretaria parlamentaria del ministro federal del Interior, Eduard Lintner. No ha habido decisión parlamentaria sobre el tema. En su lugar, el tribunal supremo falló que la reforma en las escuelas sería decidida por los ministros de Cultura. Por ello, desde el 1 de agosto de 2005, la ortografía tradicional se considera incorrecta en la enseñanza.

## Situación de la implantación
Ya en 2004, la mayor parte de los medios impresos alemanes usaban reglas que se acercan mucho a la reforma. Esto incluye la mayor parte de los periódicos y revistas de las agencias alemanas de prensa DPA y Reuters. Sin embargo, aún ciertos periódicos populares, como Die Zeit, Neue Zürcher Zeitung o el Süddeutsche Zeitung, han sentido la necesidad de crear sus propias ortografías, mientras que otros periódicos "menores" usan las reglas de la DPA. Estas ortografías utilizan términos medios entre "la vieja ortografía con las nuevas reglas para la ß y la casi total aceptación de las nuevas reglas.
No obstante, algunos periódicos y revistas continúan usando la ortografía tradicional o han vuelto a usarla tras un periodo de aceptación de la reforma, incluyendo al tabloide diario más leído, el Bild-Zeitung (3,9 millones de ejemplares) y algunos de los periódicos alemanes más respetados, como el Frankfurter Allgemeine Zeitung y Die Welt. Esta lista (en alemán) contiene unos 300 periódicos y revistas que usan la vieja ortografía. Para efectos comparativos, el número total de publicaciones alemanas es de varios millares, y actualmente no hay estimaciones de la proporción entre los que usan las ortografías vieja y nueva.
En libros, la implantación depende del tema, y a menudo varía incluso dentro de la misma editorial. Los libros de texto e infantiles generalmente siguen la nueva ortografía, mientras que las novelas se escriben a gusto del autor. Los clásicos suelen imprimirse sin cambios, a menos que sean ediciones especiales para escuelas.
Dado que los diccionarios fueron los primeros en cambiar a la nueva ortografía, no hay referencias disponibles sobre la ortografía tradicional. Sin embargo, Theodor Ickler, profesor de alemán en la Universidad de Erlangen, ha creado un diccionario cuyo objetivo es simplificar la ortografía sin imponer nuevas formas. Además, es importante la compra-venta de diccionarios Duden de segunda mano. El nuevo Duden (2004) incluye los cambios más recientes propuestos por los ministros.

## Acciones de los detractores
Aún existen grupos activos trabajando para conseguir una cancelación de la reforma, a pesar de haber acabado el periodo de transición. En 2002 fue fundado el Forschungsgruppe Deutsche Sprache ('Grupo de Investigación Lengua Alemana') por el escritor e historiador Reinhard Markner, apoyado por importantes escritores e intelectuales. En 2003, el ministro de Cultura bávaro declaró que la reforma era un error. "Un idioma es un proceso dinámico. Debe crecer y desarrollarse". Friedrich Denk, junto con el periodista y autor Hans Krieger y otros críticos a la reforma, fundaron el Rat für deutsche Rechtschreibung ('Consejo para la ortografía alemana') el 22 de agosto de 2004.
Entre los políticos, el primer ministro de Baja Sajonia Christian Wulff afirmó también que Alemania debería volver a la ortografía tradicional. Peter Müller, primer ministro del Sarre dijo, "esta reforma ortográfica es un despropósito y la mayoría de la gente no la acepta. Los políticos han de aceptar esto y tener el poder para cancelar la reforma por completo". Los dirigentes del CDU y el CSU, Angela Merkel y Edmund Stoiber, también han intentado deshacer la reforma.
La Academia Alemana para la Lengua y la Poesía sugirió un compromiso en 2003. Muchos críticos consideran esta reforma a la reforma como una buena alternativa.
Varios primeros ministros han amenazado con retirar la reforma ortográfica de entre las competencias de los ministros de Cultura, para hacer zozobrar los planes de reforma. Esto ha sido seguido por el anuncio de varias editoriales de volver a la ortografía anterior.

## Aceptación de la reforma

### En Alemania
Según el Tribunal Constitucional Alemán, la introducción de la nueva ortografía en las escuelas por decreto ministerial es legal y no necesita consenso parlamentario.
Según un informe del programa televisivo Panorama el 21 de julio de 2004, "seis años después de su introducción, el 77 % de los alemanes considera insensata la reforma ortográfica. Este es el resultado de una encuesta representativa. Especialmente los de edad media y avanzada rechazan las nuevas reglas, por ejemplo el 81 % de las personas entre 30 y 40 años". Por otro lado, el 21 % de los ciudadanos alemanes opina que la reforma es acertada, mientras que la misma encuesta proyecta que este porcentaje de aprobación se incrementará en forma proporcional al deceso de los ancianos.

### En Suiza y Liechtenstein
El debate alemán sobre la reforma ortográfica produjo sorpresa entre los medios suizos, más que acuerdo. En Suiza, la reforma ha tenido un menor impacto puesto que la letra ß, el mayor objeto de cambios, lleva tiempo sin estar en uso en el país. La mayor parte de los periódicos y revistas suizos siguen reglas ortográficas propias, las cuales en el caso del Neue Zürcher Zeitung, el periódico suizo más vendido, divergen sustancialmente de las oficiales. El Schweizer Monatshefte volvió a la ortografía tradicional en 2004.
Liechtenstein, pequeño país vecino de lengua alemana, utiliza la misma ortografía que en Suiza, sin ß.

### En Austria
Los medios austriacos consideran que el tema está abierto a discusiones, sin haber llegado a ninguna decisión. Un regreso a la ortografía tradicional aún sería posible. Muchos medios austriacos usan ortografías propias en lugar de la oficial. Una encuesta realizada en agosto de 2004 indicó que un 62 % de los austriacos apoyarían un regreso a la ortografía tradicional. El Kronen-Zeitung (el mayor periódico local) anunció el 16 de agosto de 2004 su regreso a la ortografía clásica.